# Selección de fútbol de Lesoto
La selección de fútbol de Lesoto es el equipo representativo del país en las competiciones oficiales. Es dirigida por la Asociación de Fútbol de Lesoto, perteneciente a la Confederación Africana de Fútbol, a la FIFA y es una de las selecciones más antiguas de África.

## Historia
Tras la independencia de Lesoto del Reino Unido en 1966, se creó la Asociación de Fútbol de Lesoto, y posteriormente, la selección de fútbol de Lesoto, la cual jugó su primer partido en el 7 de agosto de 1970 ante su similar de Malaui, donde ganó Lesoto por 2-1.
La selección de Lesoto no participó en las clasificatorias a un Mundial, hasta las de Alemania 1974, y a partir de ahí, hasta las clasificatorias de Corea y Japón 2002. Tampoco ha logrado clasificar en esas instancias, a la Copa Africana de Naciones.
Esta selección hizo historia al clasificarse para la segunda ronda de la clasificación de CAF para la Copa Mundial de Fútbol de 2014 ganando la ida 1-0 a Burundi y empatando la vuelta 2-2. Luego, en la Clasificación para la Copa Africana de Naciones de 2015, Lesoto quien se ubicaba como uno de los peores equipos de la clasificatoria, llegó hasta la fase final tras derrotar a Liberia, perdiendo la ida por 0-1, y ganando la vuelta por 2-0, luego derrotando a Kenia, en la ida ganando por 1-0 y en la vuelta empatando 0-0. En la fase final, solo consiguió 2 puntos, tras empates de local ante Angola y Gabón. A pesar de eso, no logró clasificar, aunque dejó buena impresión.
En la Clasificación para la Copa Africana de Naciones de 2017, Lesoto perdió aquella impresión que había dejado en la clasificatoria a la Copa Africana del 2015, donde Lesoto quedó último, en el grupo J, por detrás de Argelia, Etiopía y de Seychelles (este último es considerado uno de los 5 peores equipos africanos). Apenas logró 3 puntos, obtenidos de una victoria ante Seychelles. Luego, en las clasificatorias a Rusia 2018, empató 0-0 con Comoras de ida, y luego empató 1-1 en la vuelta, pero fue eliminada por la regla del gol de visitante.

## Estadísticas

### Copa Mundial de Fútbol
| Copa Mundial de Fútbol | Copa Mundial de Fútbol  | Copa Mundial de Fútbol  | Copa Mundial de Fútbol  | Copa Mundial de Fútbol  | Copa Mundial de Fútbol  | Copa Mundial de Fútbol  | Copa Mundial de Fútbol  |
| Año                    | Ronda                   | J                       | G                       | E                       | P                       | GF                      | GC                      |
| ---------------------- | ----------------------- | ----------------------- | ----------------------- | ----------------------- | ----------------------- | ----------------------- | ----------------------- |
| 1930 - 1970            | No existía la selección | No existía la selección | No existía la selección | No existía la selección | No existía la selección | No existía la selección | No existía la selección |
| 1974                   | No clasificó            | No clasificó            | No clasificó            | No clasificó            | No clasificó            | No clasificó            | No clasificó            |
| 1978                   | No participó            | No participó            | No participó            | No participó            | No participó            | No participó            | No participó            |
| 1982                   | No clasificó            | No clasificó            | No clasificó            | No clasificó            | No clasificó            | No clasificó            | No clasificó            |
| 1986                   | No clasificó            | No clasificó            | No clasificó            | No clasificó            | No clasificó            | No clasificó            | No clasificó            |
| 1990                   | No clasificó            | No clasificó            | No clasificó            | No clasificó            | No clasificó            | No clasificó            | No clasificó            |
| 1994                   | No participó            | No participó            | No participó            | No participó            | No participó            | No participó            | No participó            |
| 1998                   | No participó            | No participó            | No participó            | No participó            | No participó            | No participó            | No participó            |
| 2002                   | No clasificó            | No clasificó            | No clasificó            | No clasificó            | No clasificó            | No clasificó            | No clasificó            |
| 2006                   | No clasificó            | No clasificó            | No clasificó            | No clasificó            | No clasificó            | No clasificó            | No clasificó            |
| 2010                   | No clasificó            | No clasificó            | No clasificó            | No clasificó            | No clasificó            | No clasificó            | No clasificó            |
| 2014                   | No clasificó            | No clasificó            | No clasificó            | No clasificó            | No clasificó            | No clasificó            | No clasificó            |
| 2018                   | No clasificó            | No clasificó            | No clasificó            | No clasificó            | No clasificó            | No clasificó            | No clasificó            |
| 2022                   | No clasificó            | No clasificó            | No clasificó            | No clasificó            | No clasificó            | No clasificó            | No clasificó            |
| 2026                   | Por disputarse          | Por disputarse          | Por disputarse          | Por disputarse          | Por disputarse          | Por disputarse          | Por disputarse          |
| 2030                   | Por disputarse          | Por disputarse          | Por disputarse          | Por disputarse          | Por disputarse          | Por disputarse          | Por disputarse          |
| 2034                   | Por disputarse          | Por disputarse          | Por disputarse          | Por disputarse          | Por disputarse          | Por disputarse          | Por disputarse          |
| Total                  | 0/22                    | -                       | -                       | -                       | -                       | -                       | -                       |

### Copa Africana de Naciones
| Copa Africana de Naciones | Copa Africana de Naciones | Copa Africana de Naciones | Copa Africana de Naciones | Copa Africana de Naciones | Copa Africana de Naciones | Copa Africana de Naciones | Copa Africana de Naciones |
| Año                       | Ronda                     | J                         | G                         | E                         | P                         | GF                        | GC                        |
| ------------------------- | ------------------------- | ------------------------- | ------------------------- | ------------------------- | ------------------------- | ------------------------- | ------------------------- |
| 1957 - 1970               | No existía la selección   | No existía la selección   | No existía la selección   | No existía la selección   | No existía la selección   | No existía la selección   | No existía la selección   |
| 1972                      | No participó              | No participó              | No participó              | No participó              | No participó              | No participó              | No participó              |
| 1974                      | No clasificó              | No clasificó              | No clasificó              | No clasificó              | No clasificó              | No clasificó              | No clasificó              |
| 1976                      | Se retiró                 | Se retiró                 | Se retiró                 | Se retiró                 | Se retiró                 | Se retiró                 | Se retiró                 |
| 1978                      | No participó              | No participó              | No participó              | No participó              | No participó              | No participó              | No participó              |
| 1980                      | No clasificó              | No clasificó              | No clasificó              | No clasificó              | No clasificó              | No clasificó              | No clasificó              |
| 1982                      | No clasificó              | No clasificó              | No clasificó              | No clasificó              | No clasificó              | No clasificó              | No clasificó              |
| 1984                      | Se retiró                 | Se retiró                 | Se retiró                 | Se retiró                 | Se retiró                 | Se retiró                 | Se retiró                 |
| 1986                      | No participó              | No participó              | No participó              | No participó              | No participó              | No participó              | No participó              |
| 1988                      | Se retiró                 | Se retiró                 | Se retiró                 | Se retiró                 | Se retiró                 | Se retiró                 | Se retiró                 |
| 1990                      | No participó              | No participó              | No participó              | No participó              | No participó              | No participó              | No participó              |
| 1992                      | No participó              | No participó              | No participó              | No participó              | No participó              | No participó              | No participó              |
| 1994                      | No clasificó              | No clasificó              | No clasificó              | No clasificó              | No clasificó              | No clasificó              | No clasificó              |
| 1996                      | Se retiró                 | Se retiró                 | Se retiró                 | Se retiró                 | Se retiró                 | Se retiró                 | Se retiró                 |
| 1998                      | Suspendido                | Suspendido                | Suspendido                | Suspendido                | Suspendido                | Suspendido                | Suspendido                |
| 2000                      | No clasificó              | No clasificó              | No clasificó              | No clasificó              | No clasificó              | No clasificó              | No clasificó              |
| 2002                      | No clasificó              | No clasificó              | No clasificó              | No clasificó              | No clasificó              | No clasificó              | No clasificó              |
| 2004                      | No clasificó              | No clasificó              | No clasificó              | No clasificó              | No clasificó              | No clasificó              | No clasificó              |
| 2006                      | No clasificó              | No clasificó              | No clasificó              | No clasificó              | No clasificó              | No clasificó              | No clasificó              |
| 2008                      | No clasificó              | No clasificó              | No clasificó              | No clasificó              | No clasificó              | No clasificó              | No clasificó              |
| 2010                      | No clasificó              | No clasificó              | No clasificó              | No clasificó              | No clasificó              | No clasificó              | No clasificó              |
| 2012                      | No participó              | No participó              | No participó              | No participó              | No participó              | No participó              | No participó              |
| 2013                      | No clasificó              | No clasificó              | No clasificó              | No clasificó              | No clasificó              | No clasificó              | No clasificó              |
| 2015                      | No clasificó              | No clasificó              | No clasificó              | No clasificó              | No clasificó              | No clasificó              | No clasificó              |
| 2017                      | No clasificó              | No clasificó              | No clasificó              | No clasificó              | No clasificó              | No clasificó              | No clasificó              |
| 2019                      | No clasificó              | No clasificó              | No clasificó              | No clasificó              | No clasificó              | No clasificó              | No clasificó              |
| 2021                      | No clasificó              | No clasificó              | No clasificó              | No clasificó              | No clasificó              | No clasificó              | No clasificó              |
| 2023                      | No clasificó              | No clasificó              | No clasificó              | No clasificó              | No clasificó              | No clasificó              | No clasificó              |
| 2025                      | No clasificó              | No clasificó              | No clasificó              | No clasificó              | No clasificó              | No clasificó              | No clasificó              |
| 2027                      | Por definir               | Por definir               | Por definir               | Por definir               | Por definir               | Por definir               | Por definir               |
| Total                     | 0/35                      | -                         | -                         | -                         | -                         | -                         | -                         |

## Seleccionado Local

### Campeonato Africano de Naciones
| Campeonato Africano de Naciones | Campeonato Africano de Naciones | Campeonato Africano de Naciones | Campeonato Africano de Naciones | Campeonato Africano de Naciones | Campeonato Africano de Naciones | Campeonato Africano de Naciones | Campeonato Africano de Naciones |
| Año                             | Ronda                           | J                               | G                               | E                               | P                               | GF                              | GC                              |
| ------------------------------- | ------------------------------- | ------------------------------- | ------------------------------- | ------------------------------- | ------------------------------- | ------------------------------- | ------------------------------- |
| 2009                            | No participó                    | No participó                    | No participó                    | No participó                    | No participó                    | No participó                    | No participó                    |
| 2011                            | No participó                    | No participó                    | No participó                    | No participó                    | No participó                    | No participó                    | No participó                    |
| 2014                            | No participó                    | No participó                    | No participó                    | No participó                    | No participó                    | No participó                    | No participó                    |
| 2016                            | No clasificó                    | No clasificó                    | No clasificó                    | No clasificó                    | No clasificó                    | No clasificó                    | No clasificó                    |
| 2018                            | No clasificó                    | No clasificó                    | No clasificó                    | No clasificó                    | No clasificó                    | No clasificó                    | No clasificó                    |
| 2020                            | No clasificó                    | No clasificó                    | No clasificó                    | No clasificó                    | No clasificó                    | No clasificó                    | No clasificó                    |
| 2022                            | No participó                    | No participó                    | No participó                    | No participó                    | No participó                    | No participó                    | No participó                    |
| Total                           | 0/7                             | -                               | -                               | -                               | -                               | -                               | -                               |

### Copa COSAFA
| Copa COSAFA | Copa COSAFA      | Copa COSAFA | Copa COSAFA | Copa COSAFA | Copa COSAFA | Copa COSAFA | Copa COSAFA |
| Año         | Ronda            | J           | G           | E           | P           | GF          | GC          |
| ----------- | ---------------- | ----------- | ----------- | ----------- | ----------- | ----------- | ----------- |
| 1997        | Primera ronda    | 1           | 0           | 0           | 1           | 0           | 2           |
| 1998        | Primera ronda    | 1           | 0           | 0           | 1           | 0           | 2           |
| 1999        | Cuartos de final | 2           | 1           | 0           | 1           | 1           | 1           |
| 2000        | Subcampeón       | 5           | 1           | 1           | 3           | 3           | 9           |
| 2001        | Cuartos de final | 1           | 0           | 0           | 1           | 1           | 2           |
| 2002        | Primera ronda    | 1           | 0           | 0           | 1           | 0           | 2           |
| 2003        | Primera ronda    | 1           | 0           | 1           | 0           | 0           | 0           |
| 2004        | Primera ronda    | 1           | 0           | 1           | 0           | 0           | 0           |
| 2005        | Fase de grupos   | 1           | 0           | 0           | 1           | 1           | 2           |
| 2006        | Fase de grupos   | 2           | 0           | 1           | 1           | 1           | 3           |
| 2007        | Fase de grupos   | 2           | 0           | 0           | 2           | 2           | 5           |
| 2008        | Fase de grupos   | 3           | 1           | 1           | 1           | 2           | 2           |
| 2009        | Fase de grupos   | 2           | 1           | 1           | 0           | 3           | 2           |
| 2010        | Cancelado        | Cancelado   | Cancelado   | Cancelado   | Cancelado   | Cancelado   | Cancelado   |
| 2013        | Cuarto lugar     | 6           | 1           | 3           | 2           | 10          | 10          |
| 2015        | Fase de grupos   | 3           | 1           | 0           | 2           | 2           | 4           |
| 2016        | Cuartos de final | 5           | 3           | 1           | 1           | 9           | 4           |
| 2017        | Cuarto lugar     | 3           | 0           | 2           | 1           | 3           | 4           |
| 2018        | Tercer lugar     | 3           | 2           | 1           | 0           | 2           | 0           |
| 2019        | Cuarto lugar     | 3           | 0           | 2           | 1           | 3           | 4           |
| 2020        | Cancelado        | Cancelado   | Cancelado   | Cancelado   | Cancelado   | Cancelado   | Cancelado   |
| 2021        | Fase de grupos   | 4           | 1           | 0           | 3           | 3           | 12          |
| 2022        | Fase de grupos   | 3           | 2           | 0           | 1           | 4           | 4           |
| 2023        | Subcampeón       | 5           | 2           | 1           | 2           | 6           | 6           |
| 2024        | Fase de grupos   | 3           | 0           | 1           | 2           | 3           | 6           |
| 2025        | Fase de grupos   | 3           | 1           | 0           | 2           | 1           | 7           |
| Total       | 24/24            | 64          | 17          | 17          | 30          | 60          | 93          |

## Últimos partidos y próximos encuentros
Actualizado al último partido jugado el 10 de junio de 2025
| Fecha      | Ciudad           | Local               | Resultado      | Visitante           | Competición                            |
| ---------- | ---------------- | ------------------- | -------------- | ------------------- | -------------------------------------- |
| 28-06-2024 | Puerto Elizabeth | Lesoto              | 1:1            | Seychelles          | Copa COSAFA 2024                       |
| 01-07-2024 | Puerto Elizabeth | Namibia             | 2:1            | Lesoto              | Copa COSAFA 2024                       |
| 03-07-2024 | Puerto Elizabeth | Lesoto              | 1:3            | Angola              | Copa COSAFA 2024                       |
| 05-09-2024 | El Yadida        | Rep. Centroafricana | 3:1            | Lesoto              | Clasificación Copa Africana 2025       |
| 09-09-2024 | Agadir           | Lesoto              | 0:1            | Marruecos           | Clasificación Copa Africana 2025       |
| 10-10-2024 | Franceville      | Gabón               | 0:0            | Lesoto              | Clasificación Copa Africana 2025       |
| 15-10-2024 | Durban           | Lesoto              | 0:2            | Gabón               | Clasificación Copa Africana 2025       |
| 26-10-2024 | Bloemfontein     | Namibia             | 0:1            | Lesoto              | Clasificación Campeonato Africano 2025 |
| 03-11-2024 | Bloemfontein     | Lesoto              | 0:1 (4:3 pen.) | Namibia             | Clasificación Campeonato Africano 2025 |
| 14-11-2024 | Bloemfontein     | Lesoto              | 1:0            | Rep. Centroafricana | Clasificación Copa Africana 2025       |
| 18-11-2024 | Uchda            | Marruecos           | 7:0            | Lesoto              | Clasificación Copa Africana 2025       |
| 21-12-2024 | Durban           | Lesoto              | 0:2            | Angola              | Clasificación Campeonato Africano 2025 |
| 28-12-2024 | Luanda           | Angola              | 0:1            | Lesoto              | Clasificación Campeonato Africano 2025 |
| 21-03-2025 | Polokwane        | Sudáfrica           | 2:0            | Lesoto              | Clasificación Copa Mundial 2026        |
| 25-03-2025 | Kigali           | Ruanda              | 1:1            | Lesoto              | Clasificación Copa Mundial 2026        |
| 05-06-2025 | Bloemfontein     | Lesoto              | 1:0            | Malaui              | Copa COSAFA 2025                       |
| 08-06-2025 | Bloemfontein     | Lesoto              | 0:4            | Angola              | Copa COSAFA 2025                       |
| 10-06-2025 | Bloemfontein     | Namibia             | 3:0            | Lesoto              | Copa COSAFA 2025                       |

## Récord ante otras selecciones
Actualizado al 15 de octubre de 2024.
| Rival                    | J   | G  | E  | P   | GF  | GC  | GD   |
| ------------------------ | --- | -- | -- | --- | --- | --- | ---- |
| Argelia                  | 2   | 0  | 0  | 2   | 1   | 9   | −8   |
| Angola                   | 10  | 1  | 1  | 8   | 7   | 23  | −16  |
| Benín                    | 2   | 0  | 2  | 0   | 0   | 0   | 0    |
| Botsuana                 | 31  | 5  | 11 | 15  | 23  | 39  | −16  |
| Burkina Faso             | 2   | 0  | 0  | 2   | 0   | 3   | −3   |
| Burundi                  | 2   | 1  | 1  | 0   | 3   | 2   | +1   |
| Camerún                  | 2   | 1  | 0  | 1   | 3   | 4   | −1   |
| Cabo Verde               | 2   | 0  | 2  | 0   | 1   | 1   | 0    |
| Comoras                  | 7   | 2  | 2  | 3   | 3   | 6   | −3   |
| Costa de Marfil          | 2   | 0  | 1  | 1   | 0   | 1   | −1   |
| RD Congo                 | 7   | 0  | 4  | 3   | 4   | 17  | −13  |
| Etiopía                  | 7   | 1  | 4  | 2   | 7   | 8   | −1   |
| Gabón                    | 6   | 0  | 2  | 4   | 3   | 12  | −9   |
| Gambia                   | 2   | 1  | 0  | 1   | 1   | 6   | −5   |
| Ghana                    | 7   | 0  | 1  | 6   | 7   | 23  | −16  |
| Guinea                   | 2   | 0  | 1  | 1   | 2   | 4   | −2   |
| Kenia                    | 8   | 1  | 4  | 3   | 6   | 10  | −4   |
| Laos                     | 1   | 1  | 0  | 0   | 3   | 1   | +2   |
| Liberia                  | 2   | 1  | 0  | 1   | 2   | 1   | +1   |
| Libia                    | 2   | 0  | 0  | 2   | 0   | 5   | −5   |
| Madagascar               | 3   | 1  | 0  | 2   | 3   | 4   | −1   |
| Malaui                   | 23  | 4  | 6  | 13  | 16  | 46  | −30  |
| Malasia                  | 1   | 0  | 0  | 1   | 0   | 5   | −5   |
| Marruecos                | 1   | 0  | 0  | 1   | 0   | 1   | −1   |
| Mauricio                 | 16  | 8  | 3  | 5   | 27  | 23  | +4   |
| Mozambique               | 23  | 4  | 7  | 12  | 10  | 31  | −21  |
| Birmania                 | 1   | 0  | 0  | 1   | 0   | 1   | −1   |
| Namibia                  | 13  | 3  | 5  | 5   | 14  | 15  | −1   |
| Níger                    | 2   | 1  | 0  | 1   | 3   | 3   | 0    |
| Nigeria                  | 5   | 0  | 1  | 4   | 3   | 11  | −8   |
| República Centroafricana | 1   | 0  | 0  | 1   | 1   | 3   | −2   |
| Ruanda                   | 1   | 0  | 0  | 1   | 0   | 1   | −1   |
| Santo Tomé y Príncipe    | 2   | 0  | 1  | 1   | 0   | 1   | −1   |
| Senegal                  | 2   | 0  | 0  | 2   | 0   | 4   | −4   |
| Seychelles               | 5   | 2  | 2  | 1   | 6   | 5   | +1   |
| Sierra Leona             | 2   | 0  | 2  | 0   | 1   | 1   | 0    |
| Sudáfrica                | 14  | 2  | 4  | 8   | 10  | 26  | −16  |
| Sudán                    | 2   | 1  | 1  | 0   | 3   | 1   | +2   |
| Suazilandia              | 42  | 12 | 13 | 17  | 42  | 51  | −9   |
| Tanzania                 | 5   | 2  | 2  | 1   | 4   | 5   | −1   |
| Togo                     | 1   | 0  | 0  | 1   | 0   | 2   | −2   |
| Uganda                   | 5   | 0  | 2  | 3   | 0   | 8   | −8   |
| Zambia                   | 18  | 1  | 6  | 11  | 10  | 43  | −33  |
| Zimbabue                 | 25  | 4  | 7  | 14  | 27  | 52  | −25  |
| Total                    | 319 | 62 | 98 | 159 | 256 | 518 | −262 |

## Jugadores

### Última convocatoria
| No. | Pos. | Jugador               | Fecha de nacimiento (edad)         | Apa. | Goles | Club                           |
| --- | ---- | --------------------- | ---------------------------------- | ---- | ----- | ------------------------------ |
| 1   | POR  | Likano Mphuthing      | 22 de diciembre de 1998 (26 años)  | 15   | 0     | Lesotho Defence Force          |
| 13  | POR  | Jessy Matsie          | 1 de diciembre de 2000 (24 años)   | 1    | 0     | Lioli                          |
| 16  | POR  | Sekhoane Moerane      | 18 de septiembre de 1997 (27 años) | 8    | 0     | Lesotho Mounted Police Service |
|     |      |                       |                                    |      |       |                                |
| 2   | DEF  | Rethabile Rasethuntsa | 22 de noviembre de 1994 (30 años)  | 7    | 0     | Linare                         |
| 3   | DEF  | Basia Makepe          | 4 de marzo de 1991 (34 años)       | 49   | 1     | Lesotho Mounted Police Service |
| 8   | DEF  | Bokang Sello          | 8 de agosto de 1994 (30 años)      | 29   | 0     | Bantu                          |
| 14  | DEF  | Thabang Malane        | 10 de junio de 1997 (28 años)      | 8    | 0     | Lesotho Correctional Services  |
| 19  | DEF  | Nkau Lerotholi        | 27 de septiembre de 1990 (34 años) | 66   | 2     | Lesotho Mounted Police Service |
|     |      |                       |                                    |      |       |                                |
| 4   | MED  | Tsepo Toloane         | 15 de julio de 1997 (27 años)      | 23   | 0     | Lesotho Defence Force          |
| 6   | MED  | Lisema Lebokollane    | 24 de febrero de 1993 (32 años)    | 12   | 0     | Matlama                        |
| 7   | MED  | Tumelo Makha          | 22 de octubre de 1999 (25 años)    | 4    | 0     | Lioli                          |
| 5   | MED  | Tshwarelo Bereng      | 30 de octubre de 1990 (34 años)    | 15   | 1     | Marumo Gallants                |
| 18  | MED  | Tumelo Khutlang       | 23 de octubre de 1995 (29 años)    | 40   | 3     | Black Leopards                 |
| 10  | MED  | Lehlohonolo Fothoane  | 23 de febrero de 1997 (28 años)    | 20   | 1     | Bantu                          |
| 12  | MED  | Koete Mohloai         | 6 de agosto de 1989 (35 años)      | 0    | 0     | Lesotho Defence Force          |
| 15  | MED  | Jane Thabantso        | 22 de enero de 1996 (29 años)      | 60   | 8     | Matlama                        |
|     |      |                       |                                    |      |       |                                |
| 9   | DEL  | Sera Motebang         | 1 de mayo de 1995 (30 años)        | 46   | 10    | Bloemfontein Celtic            |
| 20  | DEL  | Thabiso Brown         | 3 de octubre de 1995 (29 años)     | 11   | 1     | CDT Real Oruro                 |
| 17  | DEL  | Masoabi Nkoto         | 14 de enero de 1994 (31 años)      | 30   | 2     | Merani Martvili                |
| 27  | DEL  | Lesia Thetsane        | 24 de mayo de 1997 (28 años)       | 10   | 0     | Ballard                        |
| 24  | DEL  | Katleho Makateng      | 20 de septiembre de 1998 (26 años) | 4    | 2     | Lesotho Defence Force          |

## Entrenadores
- April Phumo (1978–?)[5]
- Mafa Ramakau (2000–2002)
- Monaheng Monyane (2003–2004)[6]
- Antoine Hey (2004–2006)[6]
- Motheo Mohapi (2006–2007)[6][7]
- Leslie Notši (2007-?)[7]
- Zaviša Milosavljević (2007–2009)[6]
- Leslie Notši (interino- 2009)
- Leslie Notši (2011-2014)[8][9]
- Adam Siddorn (2014, interino)
- Seephephe Matete (interino- 2014–2015)
- Adam Siddorn  (interino- 2015)
- Moses Maliehe (interino- 2015-2016)
- Moses Maliehe (2016-2019)[10]
- Mpitsa Marai (2019)
- Thabo Senong (2019-2021)
- Leslie Notši (2021-2022)
- Veselin Jelusic (2022-2023)[11]
- Leslie Notši (interino- 2023-presente)[2]